# Robert-Hugues Lambert
Robert-Hugues Lambert (1 de abril de 1908 – 7 de março de 1945) foi um ator francês. Ele atuou no cinema em 1943. Homem homossexual, foi preso em um bar gay pelas tropas alemãs em 1943 e morreu de exaustão no campo de concentração de Flossenbürg dois meses antes do fim da Segunda Guerra Mundial.

## Filmografia
- Mermoz (1943)